# Старе Шамордино
Старе Шамордино (рос. Старое Шамордино) — село в Козельському районі Калузької області Російської Федерації.
Населення становить 114 осіб. Входить до складу муніципального утворення Присілок Каменка.

## Історія
Від 2004 року входить до складу муніципального утворення Присілок Каменка.

## Населення
1. Н/Д[2]